# Das Geheimnis der drei Schwestern
Das Geheimnis der drei Schwestern (Originaltitel: Ladies in Retirement) ist ein US-amerikanischer Film noir aus dem Jahr 1941. Er wurde von Lester Cowan unter der Regie von Charles Vidor bei Columbia Pictures produziert und in Schwarzweiß gedreht. Die Premiere fand in den USA am 9. September 1941 statt.

## Handlung
England, etwa am Ende des 19. Jahrhunderts: Ellen Creed arbeitet als Hausangestellte bei der ehemaligen Theaterdiva Leonora Fisk, die auf einem abgelegenen Landgut lebt. Eines Tages erhält Ellen einen Brief, dass ihren sehr exzentrischen und etwas verrückten Halbschwestern Louisa und Emily die Einweisung in die Psychiatrie drohe, wenn sie sich nicht um diese kümmere. Daher bringt Ellen ihre Schwestern notgedrungen in Leonoras Haus unter, doch die fühlt sich schnell durch die beiden gestört und will sie vor die Tür setzen. 
Ellen befürchtet, dass ihre Schwestern ohne ihren Schutz in eine Irrenanstalt kämen und ermordet Leonora heimlich, um ihren Schwestern ein Bleiben zu ermöglichen. Sie beseitigt die Leiche und behauptet gegenüber dem Dienstmädchen Lucy, Leonora sei verreist. Ihren Schwestern erzählt sie, Leonora habe ihr das Haus verkauft, und sie schwört ihre Schwestern ein, nicht mehr über Leonora zu sprechen. Lucy ist allerdings argwöhnisch.
Als Leonoras Neffe Albert auftaucht, weil er nach einem Bankraub hofft, sich bei seiner Tante verstecken zu können, schöpft auch er Verdacht. Gemeinsam mit Lucy, die er zwischenzeitlich verführt, stößt er auf mehrere Indizien wie Perücken von Leonora, die darauf hindeuten, dass sie nie verreist ist. Doch Alberts Motive sind zwielichtig, er sucht auch nach Leonaras verstecktem Geld. Um Ellen des Mordes zu überführen, setzt sich Lucy an das Klavier, spielt Leonaras Lieblingslied und trägt deren Perücke. Vor diesem Anblick erschrickt Ellen und bricht zusammen.
Als Ellen den Mord gesteht, möchte Albert sein Stillschweigen mit Geld erpressen. Lucy hört Alberts Intrige und flieht aus dem Haus, offenbar möchte sie die Polizei informieren. Etwas später kommen zwei Schwestern vom benachbarten Kloster und erzählen Ellen, dass die Polizei nach Albert sucht. Albert nimmt Geld und Tickets, die Ellen ihm besorgt hat, und flüchtet. Als Ellens Schwestern von einem Spaziergang zurückkommen, berichten sie, dass sie Albert am Fangen spielen mit zwei Männern gesehen hätten. Ellen ist sich bewusst, dass ihre Verhaftung nur noch eine Frage der Zeit ist, verabschiedet sich liebevoll von ihren Schwestern und geht hinaus in den Nebel.

## Hintergrund
Die Handlung des Films basiert auf dem gleichnamigen Broadwaystück von Reginald Denham und Edward Percy aus dem Jahr 1940. Dieses basierte auf einer wahren Begebenheit aus dem Jahr 1886. Isobel Elsom hatte die Rolle der Schauspielerin Leonora bereits zuvor am Broadway gespielt.
Im Broadway-Stück hatte die 40-jährige Flora Robson die Hauptrolle der Ellen verkörpert; in der Vorlage hingegen ist die Figur Ellen auf ein Alter von etwa 60 Jahre angelegt. Daher sorgte der Wunsch des Regisseurs Charles Vidor, die Hauptrolle mit der zu diesem Zeitpunkt erst 23 Jahre alten Ida Lupino zu besetzen, für Überraschung. So kritisierte der Columbia-Studioboss Harry Cohn: „Sie sind verrückt, dass Sie dieses Kind für diese Rolle ausgewählt haben.“ Hinter der Kamera wurde alles versucht, um Lupino wie etwa 40 Jahre alt aussehen zu lassen. Dazu gehörte auch, dass ihr Make-up stark eingeschränkt wurde, ihr Haar streng nach hinten gezogen wurde. Vidor wies den Kameramann Charles Barnes an, Lupinos Gesicht in ein grelles Licht zu tauchen, um ihre Haut weniger weich wirken zu lassen. Barnes sagte ihr: „Ich werde mit meiner Kamera tun, was ich kann, aber fast alles hängt von Ihrer Leistung ab.“ Tatsächlich trug dieser Film auch dazu bei, Lupino als ernstzunehmende Schauspielerin zu etablieren.

## Rezeption
Die New York Times beschrieb den Film als „eine Ausübung langsam zunehmenden Schreckens“ und lobte neben der Kameraführung insbesondere die schauspielerischen Leistungen, die dem Film fast alle Nuancen des Horrors verleihen würden, die das originale Broadwaystück innehabe.

## Auszeichnungen
Bei der Oscarverleihung 1942 wurden Lionel Banks und George Montgomery in der Kategorie Bestes Szenenbild (Schwarzweißfilm) sowie Morris Stoloff und Ernst Toch in der Kategorie Beste Filmmusik (Drama) für einen Oscar nominiert.